# Charles Sweeney

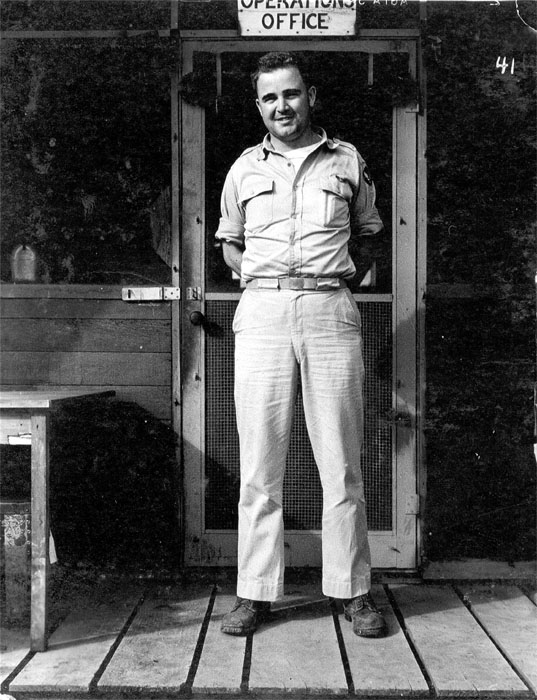
Charles Sweeney

Charles W. Sweeney (* 27. Dezember 1919 in Lowell, Massachusetts; † 15. Juli 2004 in Boston, Massachusetts) war ein Brigadegeneral der amerikanischen Luftwaffe. Er war Pilot des B-29-Bombers Bockscar, von welchem die Atombombe Fat Man auf die japanische Stadt Nagasaki abgeworfen wurde.

## Leben
Charles Sweeney trat am 28. April 1941 als Kadett dem US Army Air Corps (USAAC) bei und erhielt im Dezember 1941 seine Zulassung als Pilot. Major Sweeney war am 9. August 1945, in den letzten Tagen des Zweiten Weltkrieges, der Pilot des Boeing B-29-Bombers Bockscar, von welchem die Atombombe Fat Man auf Nagasaki abgeworfen wurde. Drei Tage zuvor war die erste Atombombe auf Hiroshima abgeworfen worden. Diese Mission hatte Sweeney als Pilot der B-29 The Great Artiste, die zu Foto- und Beobachtungszwecken umgebaut worden war, begleitet. Bei dem Angriff auf Nagasaki kamen ca. 35.000 – 45.000 Menschen direkt ums Leben, darunter viele Zivilisten. Die tatsächliche Zahl der Todesopfer kann nicht mehr komplett rekonstruiert werden. Sie geht aber, auch durch die Spätfolgen der Strahlung, über die 100.000-Grenze hinaus. Rund 60 % der Stadt wurden zerstört. 
Sweeney hat den Atombombeneinsatz sein Leben lang mit der Begründung verteidigt, dass so der Krieg beendet und dadurch hunderttausende Menschenleben gerettet worden seien. Diese Sichtweise ist zwischen Befürwortern und Gegnern der Atombombenabwürfe umstritten.
Sweeney wurde mit zahlreichen Auszeichnungen dekoriert, darunter dem Silver Star. Er trat am 27. Dezember 1979 im Rang eines Brigadegenerals in den Ruhestand. Er starb am 15. Juli 2004 im Massachusetts General Hospital in Boston.